# Polyommatus apicatalunulata
Polyommatus apicatalunulata är en fjärilsart som beskrevs av Tutt 1910. Polyommatus apicatalunulata ingår i släktet Polyommatus och familjen juvelvingar. Inga underarter finns listade i Catalogue of Life.